# Het Rheezer- en Diffelerveld
Het Rheezer- en Diffelerveld was een waterschap in de Nederlandse provincie Overijssel van omstreeks 1914 tot 1958. 
In maart 1956 wijzigde het waterschapsgebied naar aanleiding van een provinciale aanschrijving tot grenswijziging.
In 1958 ging het samen met de waterschappen Anerveen, Het Beerzerveld, Het Bruchterveld, Radewijk en Baalder, De Meene, De Molengoot en Holtheme op in het waterschap De Bovenvecht. De laatste vergadering van het bestuur van het waterschap vond plaats op 16 mei 1958.